# Drying Point
Der Drying Point (von englisch drying ‚Trocknung‘ und point ‚Landspitze‘) ist eine Landspitze im Osten von Signy Island im Archipel der Südlichen Orkneyinseln. Sie liegt 330 m nordwestlich des Mooring Point am Südwestufer der Borge Bay nördlich der Cemetery Flats.
Der Name der Landspitze erscheint erstmals auf einer Landkarte, die 1927 nach einer groben Vermessung der Borge Bay durch Teilnehmer der britischen Discovery Investigations entstand. Wahrscheinlich geht die Benennung auf Walfänger zurück, die damit beschrieben, dass die Landspitze bei Niedrigwasser trockenfällt.